# Harmochirus bianoriformis
Harmochirus bianoriformis är en spindelart som först beskrevs av Embrik Strand 1907.  Harmochirus bianoriformis ingår i släktet Harmochirus och familjen hoppspindlar. Inga underarter finns listade i Catalogue of Life.